# Haipai
Haipai (chinês 海派, xangainês : hepha, [hē̞pʰä́]; literalmente "estilo [Shang]hai") refere-se à cultura vanguardista, mas única, do "Oriente encontra o Ocidente" de Xangai nos séculos XX e XXI. É uma parte da cultura de Xangai.

## Etimologia
O termo foi cunhado por um grupo de escritores de Pequim em 1920 para criticar alguns estudiosos de Xangai e os estilos de abraçar ou admirar o capitalismo e a cultura ocidentais. O nome Haipai veio originalmente da pintura e do drama. De acordo com History of Chinese Painting, publicado em 1937, "Durante o reinado do Imperador Tongzhi e Guangxu na Dinastia Qing, a maioria dos pintores chineses vivia em Xangai e ganhava a vida vendendo pinturas. Para lucrar, os pintores atendiam ao gosto vulgar do público. Suas pinturas gradualmente demonstraram o estilo Haipai." Além disso, os artistas da ópera de Pequim consideravam Pequim como a autoridade da China e se referiam às cidades fora de Pequim como Haipai. Naquela época, o termo Haipai era usado por estudiosos com desprezo, pois representava uma cultura pouco ortodoxa e vulgar. No entanto, o significado de Haipai mudou gradualmente durante os anos seguintes e a cultura Haipai se tornou um dos estilos culturais mais charmosos da China. Haipai é "rebelde", enquanto Jingpai (literalmente "estilo de Pequim") é "tradicional". Eles representam dois tipos opostos de cultura chinesa e ainda têm uma influência profunda.

Mapa de 1884 de Xangai com concessões estrangeiras: a Concessão Britânica em azul, a Concessão Francesa ao sul em vermelho desbotado e a Concessão Americana ao norte em laranja desbotado; Parte chinesa da cidade ao sul da Concessão Francesa em amarelo desbotado.

Na China moderna, a cultura Haipai não cessa nem perde sua atração. Pelo contrário, continua a influenciar a cultura chinesa moderna. Em termos contemporâneos, a cultura Haipai é vista como o símbolo da diversidade e inclusão, um estilo especial que se orgulha tanto do orientalismo quanto da cultura ocidental. Depois de 1949, Xangai se tornou o centro cultural e artístico da região costeira oriental da China.

## Desenvolvimento

### Surgimento: 1920-1930
A cultura Haipai, a raiz da cidade de Xangai, surgiu nas décadas de 1920 e 1930. Antes da colonização (1843), a cultura de Xangai foi influenciada e moldada principalmente pelos antigos reinos de Wu e Yue (distritos das atuais províncias de Jiangsu e Zhejiang). Após a derrota da China na Primeira Guerra do Ópio pelo Império Britânico, vários portos foram abertos ao comércio exterior, incluindo Xangai. Após a emissão do Tratado de Nanquim em 1843, pequenos enclaves foram formados e governados por assentamentos estrangeiros (ver foto). Nesses distritos, Xangai se abriu para instalações urbanas modernas, ciência e tecnologia, bem como uma cultura estrangeira. Com a combinação e o conflito da cultura tradicional chinesa e ocidental, a cultura Haipai surgiu durante este período.

### Prosperidade: 1930-1950
Durante este período, a cultura Haipai desenvolveu-se rapidamente principalmente devido às três razões históricas a seguir. Primeiro, Xangai foi uma das cinco primeiras cidades chinesas a se abrir para o mundo exterior. Xangai foi envolvida no sistema de capital ocidental após sua abertura e se tornou a precursora da modernização chinesa. A prosperidade econômica levou ao crescimento de outras indústrias, e a indústria cultural era parte integrante. Em segundo lugar, Xangai era uma cidade de migrantes e atraiu muitos imigrantes nacional e internacionalmente após 1843. O crescimento populacional infundiu grande vitalidade na produção e consumo de produtos culturais. Além disso, a cultura Haipai era inclusiva e aberta à diversidade devido às várias origens culturais de seus cidadãos. E por terceiro e último, a concessão de Xangai era a maior da China naquela época e exerceu profunda influência no desenvolvimento da cultura Haipai. O poder do governo feudal chinês era fraco na concessão de Xangai, o que na verdade abriu caminho para o Movimento da Nova Cultura e a subsequente inovação cultural.

### Transição: 1950-1980
Após o estabelecimento da República Popular da China, Pequim tornou-se a capital da China. Algumas indústrias culturais, como a Commercial Press, mudaram-se para Pequim. Além disso, muitos escritores famosos como Guo Moruo, Mao Dun e Cao Yu deixaram Xangai e se estabeleceram em Pequim. A cultura Haipai enfrentou desafios e declínio neste momento. Além disso, durante 1966 e 1976, a Revolução Cultural Chinesa por dez anos impediu o desenvolvimento cultural e danificou toda a cultura do país, e por tangência, também a cultura Haipai.

### Renascença: 1980 – presente
A Terceira Sessão Plenária do Décimo Primeiro Comitê Central marcou o fim oficial da Revolução Cultural e gradualmente retomou as atividades culturais regulares. O drama In Silence e o romance The Scar, escrito por Lu Xinhua, representaram o novo desenvolvimento da cultura Haipai. Na China moderna, muitos escritores famosos de Xangai, como Han Han e Guo Jingming, tornaram-se as bandeiras espirituais entre a geração jovem. A cultura Haipai recuperou sua vitalidade e se tornou mais madura.

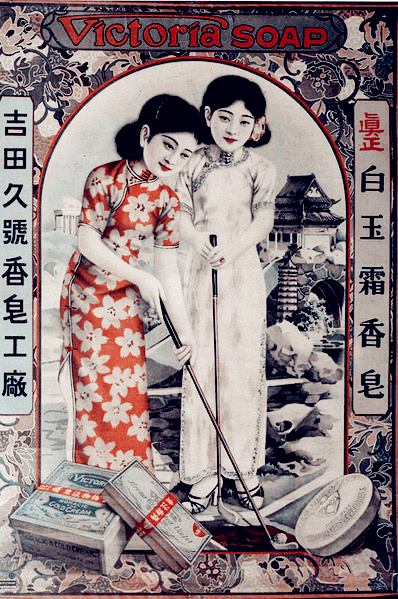
Duas mulheres usando cheongsam em um anúncio de 1930 em Xangai.

## Características

### Inovação
Devido à sua localização geográfica especial, Xangai se tornou a precursora na adoção de novos estilos, incluindo novas mudanças em valores, comportamentos, academia, moda e costumes. A cultura Haipai é "rebelde" contra as convenções tradicionais e é "ousada" na inovação.

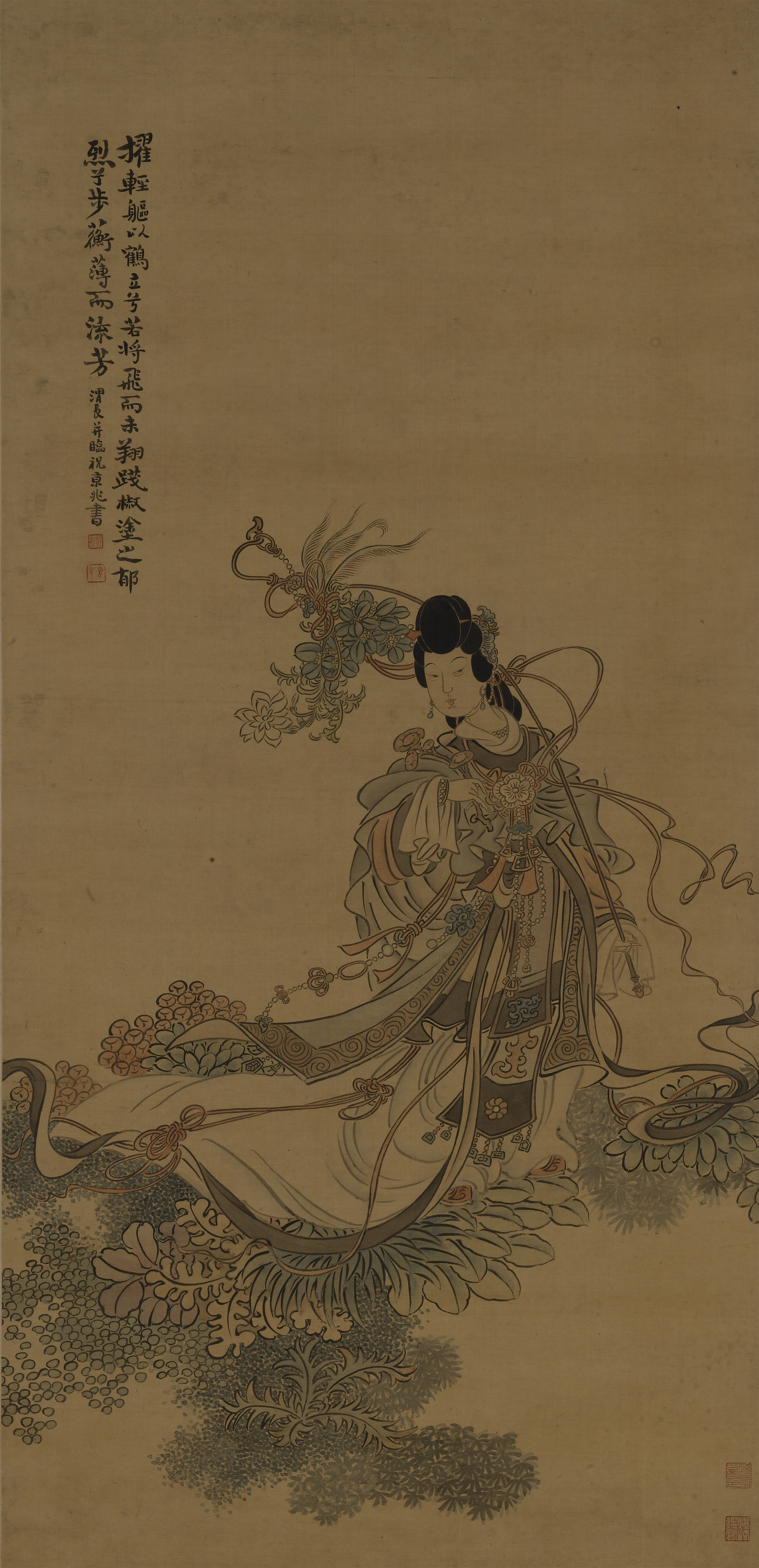
Esta pintura retrata a Deusa do Rio Luo (洛神) entre as plantas exuberantes nas profundezas aquosas de seu domínio.

Durante o século 19, vários novos empreendimentos e indústrias culturais começaram em Xangai. A cultura Haipai era vista como o berço da inovação. Por exemplo, Xangai testemunhou o primeiro jornal inglês moderno, chamado North China Herald, o primeiro museu, a primeira faculdade feminina, e o primeiro cinema, entre outros.

### Inclusão
Após a abertura, um grande número de imigrantes veio para Xangai e trouxe suas culturas para a cidade, que integrou as culturas ocidentais ao estilo regional de Xangai. A integração deu origem à cultura Haipai em sua modalidade inclusiva. Na moda, por exemplo, Qi Pao (também conhecido como Cheongsam) era o vestido mais popular para mulheres durante as décadas de 1920 e 1930. Influenciado pelos padrões estéticos ocidentais, o qipao chinês tradicional foi reduzido e se tornou mais adequado (veja a foto). Esse "Qi Pao aprimorado" logo liderou a tendência da moda na China. A pintura é outro exemplo: depois de 1843, os pintores combinaram as habilidades da pintura tradicional chinesa com os métodos estruturais e estabelecimento de cores ocidentais. Seus trabalhos ousados e desenfreados, que incluíam pinturas de pássaros e flores, pinturas de paisagens e pinturas de personagens, ganharam grande popularidade entre as pessoas comuns. Os pintores representativos incluem Ren Xiong, Wu Changshuo, Ren Bonian e Zhao Zhiqian.

### Comercialismo
Xangai é uma típica cidade comercial da China. Portanto, todas as indústrias culturais, como pintura, canto, dança, e performances diversas também são organizadas como atividades comerciais. Um dos famosos escritores chineses, Lu Xun, certa vez observou que "Jingpai é burocracia e Haipai é comercialismo", que ilustrou completamente o caráter comercial da cultura Haipai. A cultura Haipai estava mais voltada para a necessidade do mercado e do cidadão comum, o que trouxe um grande impacto na cultura de elite. Por exemplo, depois de 1919, algumas novas escolas literárias, como Love Birds e Butterfly School, New Sensation School, surgiram em Xangai. Seus trabalhos se concentraram principalmente no romance entre homens e mulheres e celebraram o hedonismo e o materialismo.

### Arquitetura Haipai
- Shikumen
- Longtang

### Artes haipai
- Escola de Xangai (pintura)
- Corte de papel ao estilo de Xangai
- Ópera de Xangai

### Estilos de cozinha de Xangai
- Cozinha de Xangai
- Cozinha haipai

### Culturas relacionadas
- Cultura wuyue
- Cultura chinesaReferências

1. 1 2  Xu, S.L. «The Culture of Shanghai. Beijing,». Cópia arquivada em 16 de dezembro de 2012
2. ↑  徐, 珂 (1986). 清稗类钞. 北京: 中华书局
3. ↑  俞, 剑华 (1937). 中国绘画史（下册）. 上海: 商务印刷馆
4. ↑  胡, 朴安 (1988). 中华全国风俗志（下编）. 石家庄: 河北人民出版社
5. ↑  熊, 月之 (1997). 略论上海人形成及其认同. [S.l.]: 学术月刊
6. ↑  姚, 公鹤 (1989). 上海闲话. 上海: 上海古籍出版社
7. ↑  «"海派文化"的形成和特征». 中国建筑文化网. Cópia arquivada em 29 de novembro de 2014
8. ↑  孙, 逊 (Outubro de 2010). «"海派文化"：近代中国都市文化的先行者». 江西社会科学: 7–13
9. ↑  鲁, 迅 (1957). 鲁迅全集. 北京: 人民文学出版社

- Said, EW, "Orientalism: Western Conceptions of the Orient," Londres, Pantheon, 1978.